# Praskowieja
Praskowieja (ros. Прасковея) – wieś w Rosji, w Kraju Stawropolskim, w rejonie budionnowskim. W 2010 liczyła 10 902 mieszkańców.